# 难民营乐队
难民营乐队（英語：/ˈfuːdʒiːz/ ，有时亦被称作 The Fugees；原名Tranzlator Crew）是一支90年代初期成名的美国嘻哈音乐团体。他们的音乐风格结合了嘻哈音乐、灵魂乐、加勒比地区音乐，特别是雷鬼音乐的元素。乐队成员包括说唱歌手、歌手、制作人怀克里夫·让和劳伦·希尔，以及说唱歌手、制作人普拉斯·迈克尔。乐队的英文名Fugees来源于难民的英文refugee，因为除了劳伦·希尔以外，其余两人都是海地难民。
难民营乐队共录制了两张专辑，其中1996年發行的《The Score》是一张多白金唱片、格莱美奖获奖專輯，包含翻唱主打、也是葛萊美获奖单曲的“Killing Me Softly”。1997年乐队解散之后，成員劳伦·希尔和怀克里夫·金成功单飞，各自推出了众多专辑；普拉斯的个人单曲虽然也取得了商业成功，但他更多地将事业重心放在了原声带的写作和演艺事业上。2007年，美国音乐电视网将难民营乐队列为史上最伟大的嘻哈乐队第9位。